# Олександра Павелкова
Олександра Павелкова (словац. Alexandra Pavelková; 25 серпня 1966, Зволен) — словацька письменниця у жанрі фентезі та наукової фантастики. Також рецензентка та перекладачка.

## Життя та творчість
Народилася у Зволені, Словаччина. Навчалася у Зволенській гімназії, а згодом у Старшій школі економіки у місті Банська Бистриця. У 1984—1986 роках вивчала есперанто у приватній мовній школі в Попраді, а з 1992 по 2000 вивчала англійську мову в мовних школах Зволена та Банської Бистриці. Вищу освіту здобула в Університеті Матея Бела (журналістика), а також в Університеті св. Кирила та Мефодія в Трнаві, де вивчала масову комунікацію з нахилом на теорію кіно та кіномистецтво. 2005 року вийшла заміж за Ростислава Вебера. Працювала вчителем, клерком, портьє в готелі, економістом та інженером. Нині живе в Зволені, де працює у Технічному університеті. Розмовляє п'ятьма мовами. Пише книги у жанрі фентезі на наукової фантастики, а її розповіді публікуються у багатьох словацьких та іноземних часописах та збірках. Також є рецензенткою фільмів та перекладачкою. Її твори вийшли словацькою, чеською та польською мовами. Редактока інтернет-газети Fandom SK [Архівовано 1 серпня 2017 у Wayback Machine.], яка концентрує свою увагу на фантастиці, науці та альтернативному способі життя. Входить до членів журі літературного конкурсу Вогняне перо [Архівовано 31 липня 2017 у Wayback Machine.]. Веде блог, переважно на тему мистецтва та кіно.

## Книги
- 1996 – SF 001 — «НФ 001» (збірка)
- 1999 — Piesok vo vetre — «Пісок у вітрі» (фентезійний роман)
- 2000 — Miešanci — «Покручі» (1 частина трилогії; у співавторстві з Штефаном Конколом)
- 2001 — Miešanci 2 — Kláštor — «Покручі 2» (2 частина трилогії; у співавторстві з Штефаном Конколом)
- 2001 — Prokletá přísaha — «Проклята присяга» (1 частина трилогії про відьму Вімку)
- 2002 — Miešanci 3a: Bremeno — «Покручі 3: тягар» (2 частина трилогії; у співавторстві з Штефаном Конколом)
- 2003 — Zlomená přísaha — «Порушена присяга» (2 частина трилогії про відьму Вімку)
- 2004 — Desítka — «Десять» (фентезійна повість)
- 2006 — Prísaha: Príbehy o Vimke — «Присяга: Історія Вімки» (3 частина трилогії про відьму Вімку)
- 2009 — Čarodejnice, alchymisti a hľadači pokladov na Slovensku — «Відьми, алхіміки і шукачі скарбів Словаччини» (у співавторстві з Мілом Джесенським та Ленкою Ткачовою)
- 2015 — Údolie ľalií - «Долина лілії» (фентезійний роман у декамеронівському стилі)
- 2016 — Medzi nami — «Між нами» (збірка у жанрі наукової фантастики та міської фентезі)